# Ugandatrichia kanikar
Ugandatrichia kanikar is een schietmot uit de familie Hydroptilidae. De soort komt voor in het Oriëntaals gebied.